# Mark O'Leary
Mark O'Leary (Cork, is een Ierse gitarist en -componist.

## Biografie
Mark O'Leary is een in Cork geboren gitarist, auteur, artiest, componist, videoproducer en componist van elektronische muziek.
Hij volgde zijn opleiding aan het Musicians Institute in Los Angeles, waar zijn klasgenoten onder andere John Frusciante waren. Mark was ik was sessiegitarist op mijn vijftiende, zestiende, van alles; speedmetal, pet shop boys, pop, postpunk, new wave, fusion, blues, rock. Hij heeft ook gewerkt met voormalige leden van Thin Lizzy, de band van Jonny Greenwood en trad op in Duo met Tomasz Stanko in de Titanic-bar, de laatste zeilbestemming van de RMS Titanic en in verschillende succesvolle concerten met de iconische Noorse drummer Jon Christensen. Mark speelde in de eerste (eerste generatie) speedmetalgroep in Cork, de eerste freejazzgroep, de eerste fusiongroep en produceerde de eerste installatie van een omgevingsgeluidslandschap. Hij heeft ook opgetreden met alle leden van de iconische Ganelin-groep. Op 11-jarige leeftijd wendde hij zich tot de gitaar. Toen hij achttien was, werd hij door Louis Stewart gevraagd om zich bij zijn groep Five Guitars aan te sluiten. Hij is ook een elektronische muziekartiest en producer, met een interesse in: mode, kunst, cultuur en design. Hij was een wonderkind op de basisschool en schreef gedichten, strofen, toneelstukken, vertellingen en hoesnotities voor zijn albums, evenals een ongepubliceerd corpus van andere literaire werken; novellen, poëzie, voornamelijk korte verhalen met uiteenlopende onderwerpen; fictie gebaseerd op feiten, feiten gebaseerd op fictie, fictie gebaseerd op fictie, feiten gebaseerd op feiten, met een voorliefde voor Proust.
Hij speelde met Kenny Wheeler, toerde verschillende keren door Europa als lid van het Paul Bleys Trio en speelde zowel met Bill Bruford als met Jack DeJohnette, Peter Erskine, Joey Baron, Sunny Murray en Han Bennink. De uitgave van talrijke cd's, aanvankelijk met een trio, en sinds 2008 ook in een kwartet, zorgde voor zijn internationale doorbraak. O'Leary vormde ook het Underground Jazz Trio met Matthew Lux en John Herndon. Hij trad op in 30 landen en trad ook op op het North Sea Jazz Festival. Hij wordt door sommigen beschouwd als de technisch meest begaafde en innovatieve gitarist die Ierland heeft voortgebracht.
O'Leary is ook een elektronische componist die soundscapes creëert, die kunnen worden omschreven als postindustriële ambient en hij wordt beschouwd als een componist met meerdere genres. Hij werkte ook samen met Günter Müller en voerde zijn hedendaagse klassieke composities uit met het Cikada String Quartet.

## Discografie
- 2003: Signs (FMR Records met Steuart Liebig en Alex Cline)
- 2005: Chamber Trio (Leo Records met Mat Maneri en Matthew Shipp)
- 2005: Levitation (Leo Records met Tomasz Stańko en Billy Hart)[4]
- 2006: Awakening (Leo Records met Steve Swallow en Pierre Favre)
- 2007: Waiting (Leo Records met Cuong Vu en Tom Rainey)[5]
- 2008: Atmos (FMR Records met Stefan Pasborg)
- 2014: Elektronische Musik (TIBProd)